# Kalvárie (Bratislava)

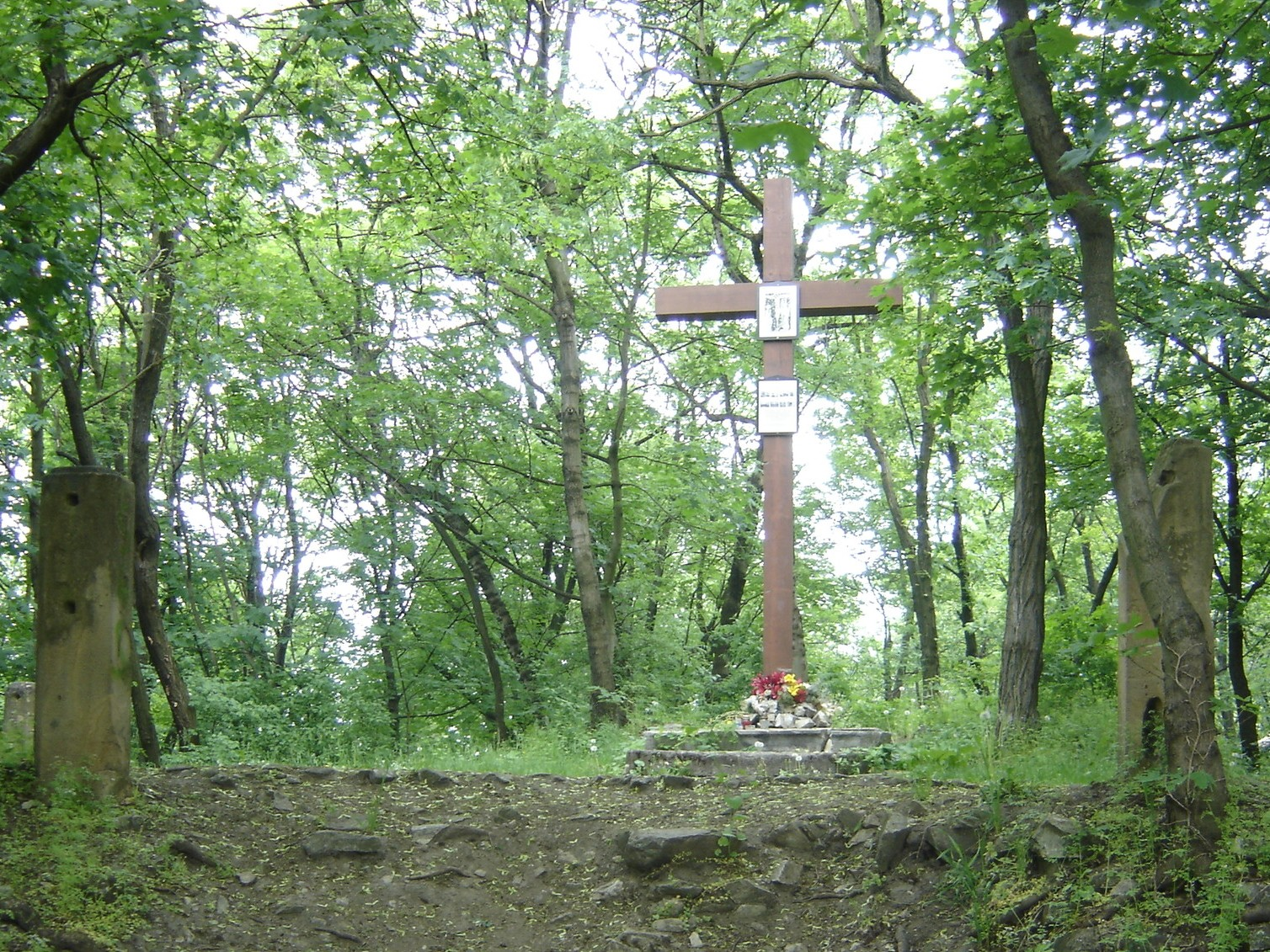

Bratislavská Kalvárie je místo v Bratislavě, která představuje pozůstatky z původní křížové cesty z roku 1694. Nachází se v městské části Staré Město nad Pražskou ulicí. 

## Kalvárie

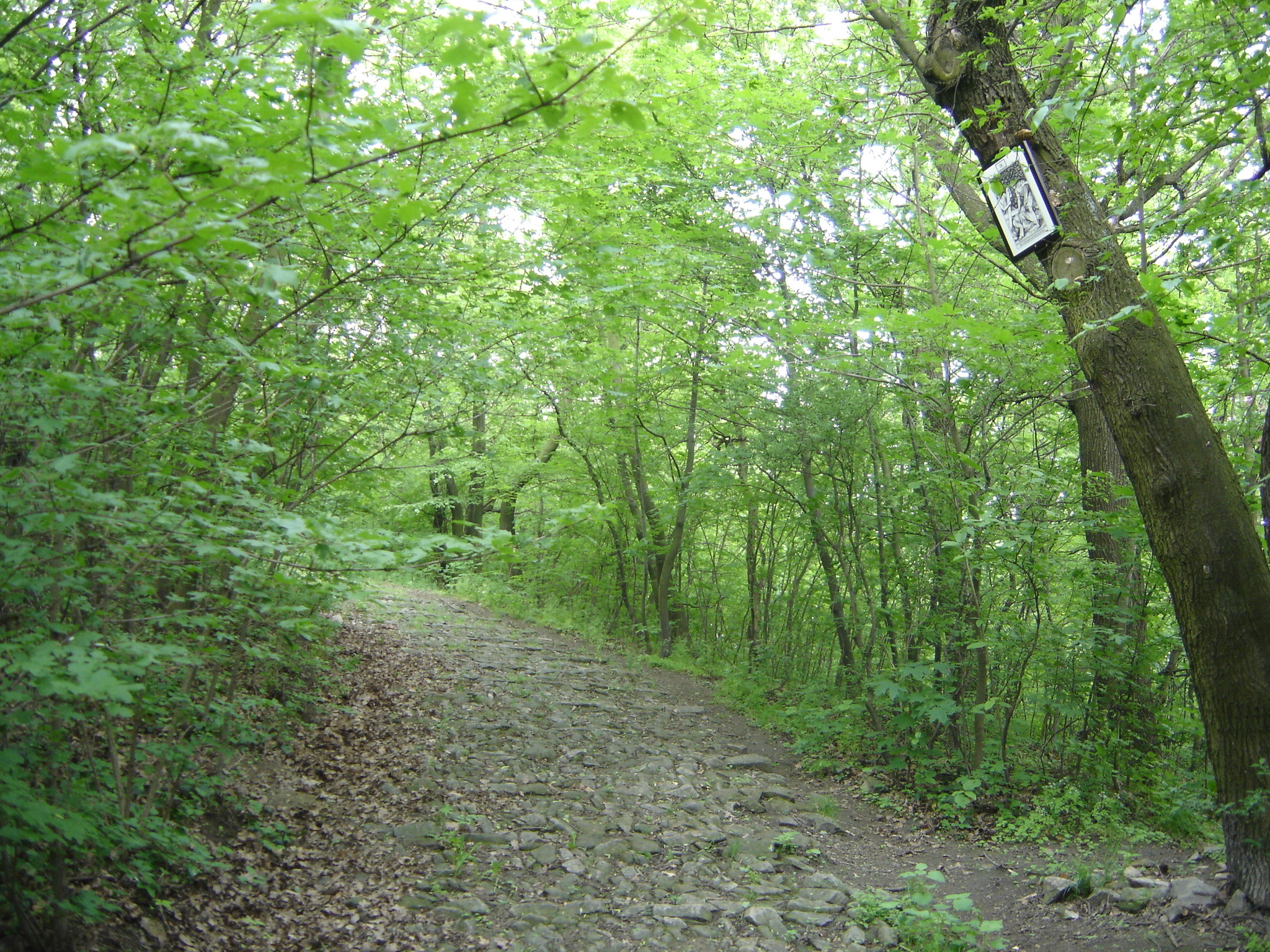
Horský povrch

Bratislavská Kalvárie na vrchu Kalvárie byla postavena mezi prvními v Uhersku, na památku bitvy proti Turkům u Vídně v roce 1683. První zastavení křížové cesty se nachází v prostorách dnešní zastávky SAV, u kostela svatého Cyrila a Metoděje. Když byl v těchto místech postaveni hotel Dax, kaple byla citlivě zakomponována do zadní stěny hotelu. Po přejmenování na hotel Kriváň byla zazděna a postupně bořena a odstraňována. 
V roce 1713 byl právě prostor Kalvárie útočištěm Bratislavanů, kteří tu přežili pověstný mor. 
Před 250 lety si vybrali pustý kostelík na vršku u Kalvárie za svůj příbytek dva poustevníci, fráter Blažej a fráter Jeroným. V noci 18. března 1758 však byli oba na tomto místě zavražděni.
Největší zásah dostala Kalvárie během výstavby Pražské cesty, kdy byla její velká část zcela zničena.

### Přístupy
Do prostoru Kalvárie vedou 3 přístupy:
- Z ulice Za Sokolovna – vstup od začátku křížové cesty. V blízkosti je zastávka MHD autobusů a trolejbusů Sokolská na Pražské silnici
- Z Langsfeldovy ulice – vstup na úrovni 8. zastavení
- Z ulice Na Kalvárii – vstup od konce křížové cesty

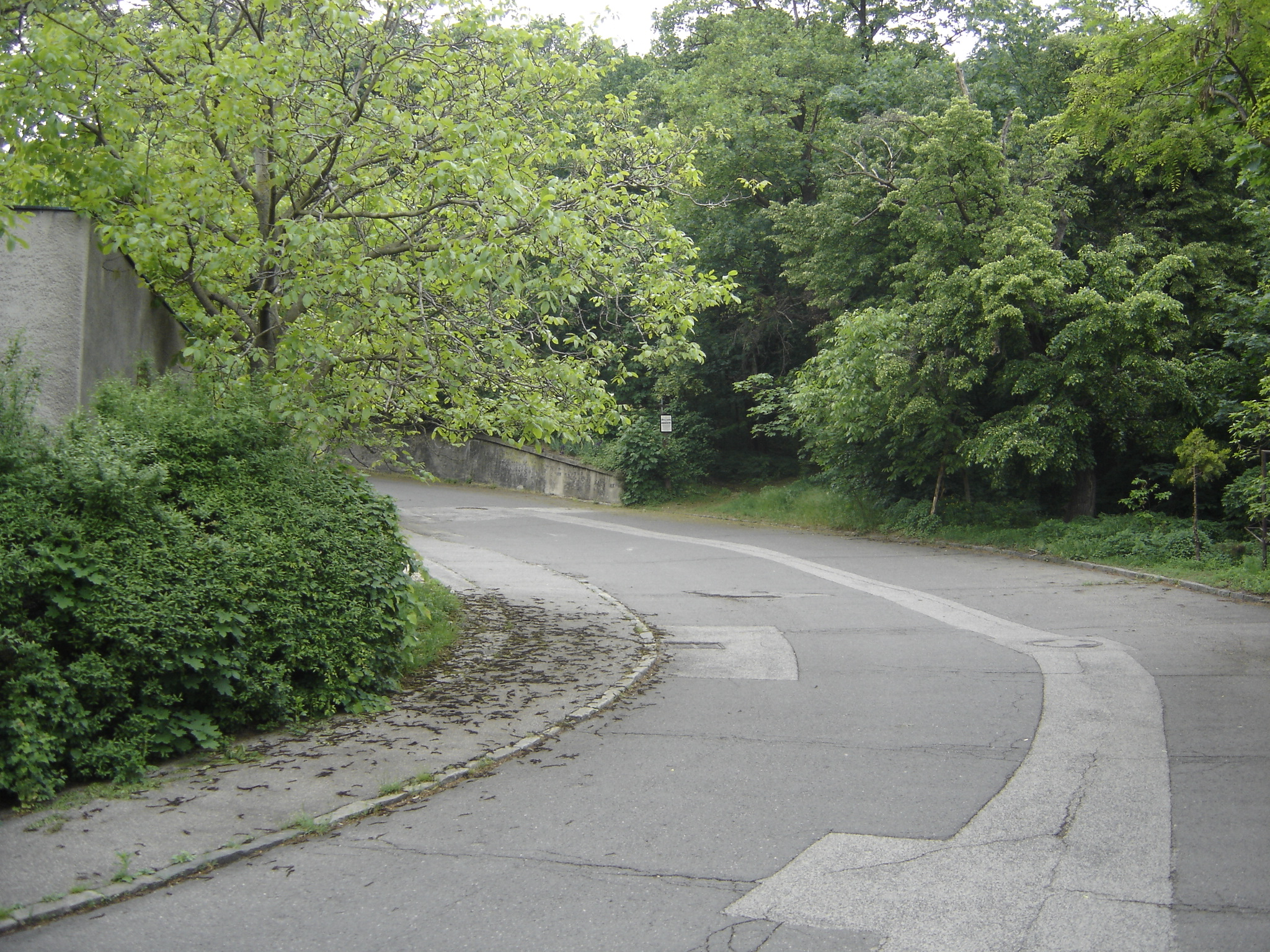
Ulice Za sokolovňou
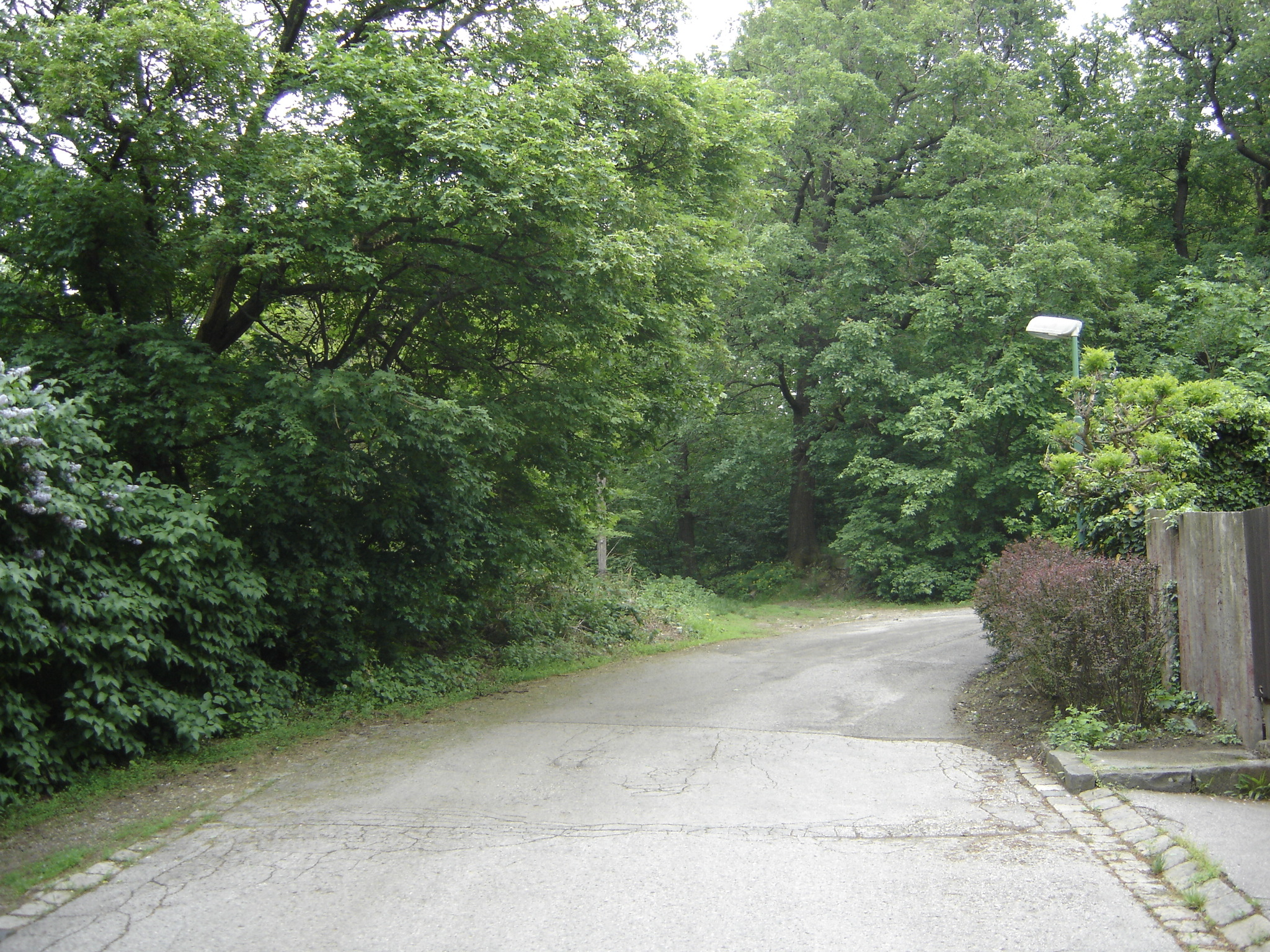
Langsfeldova ulice
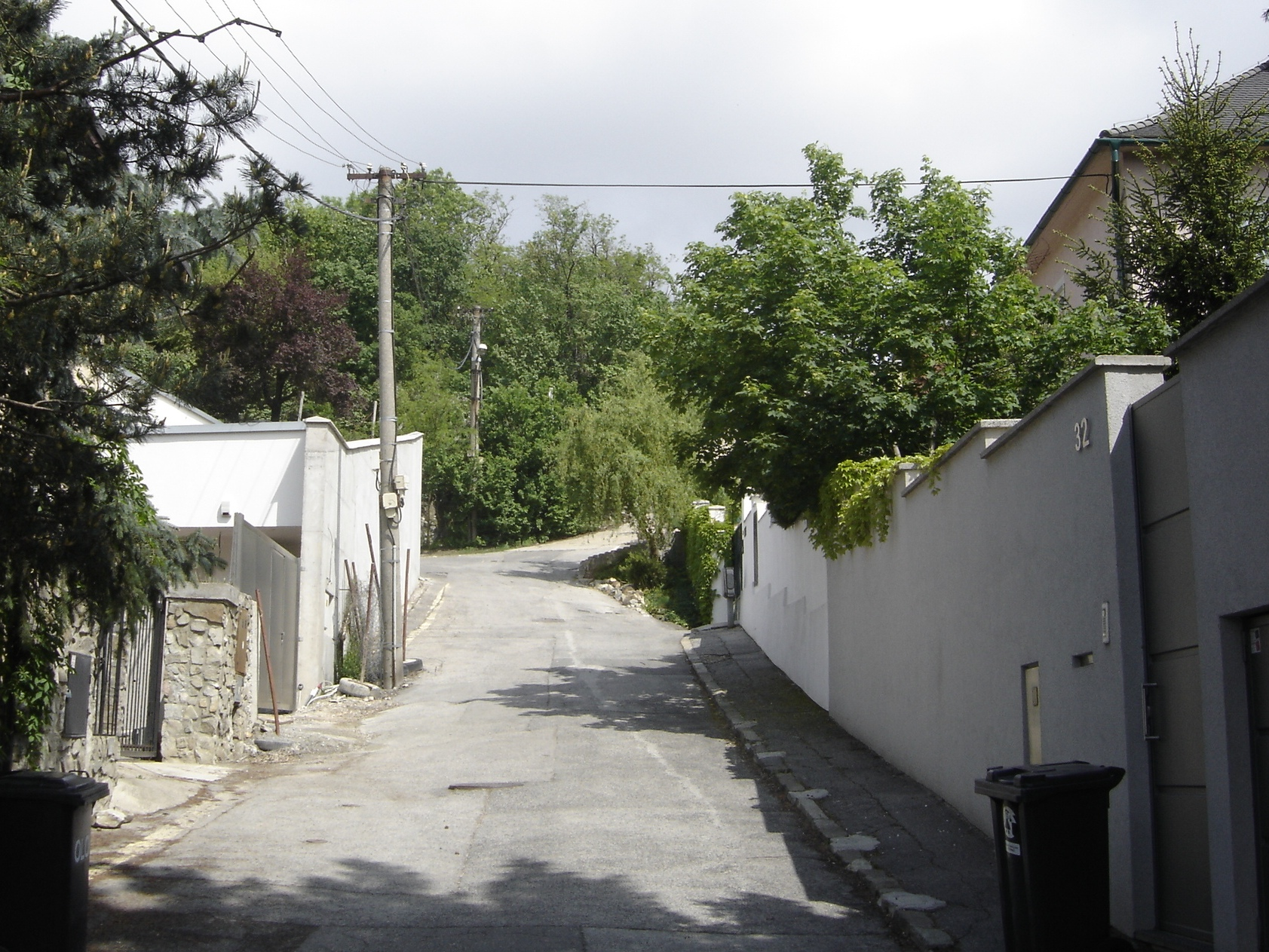
Ulice Na kalvárii

### Zastavení

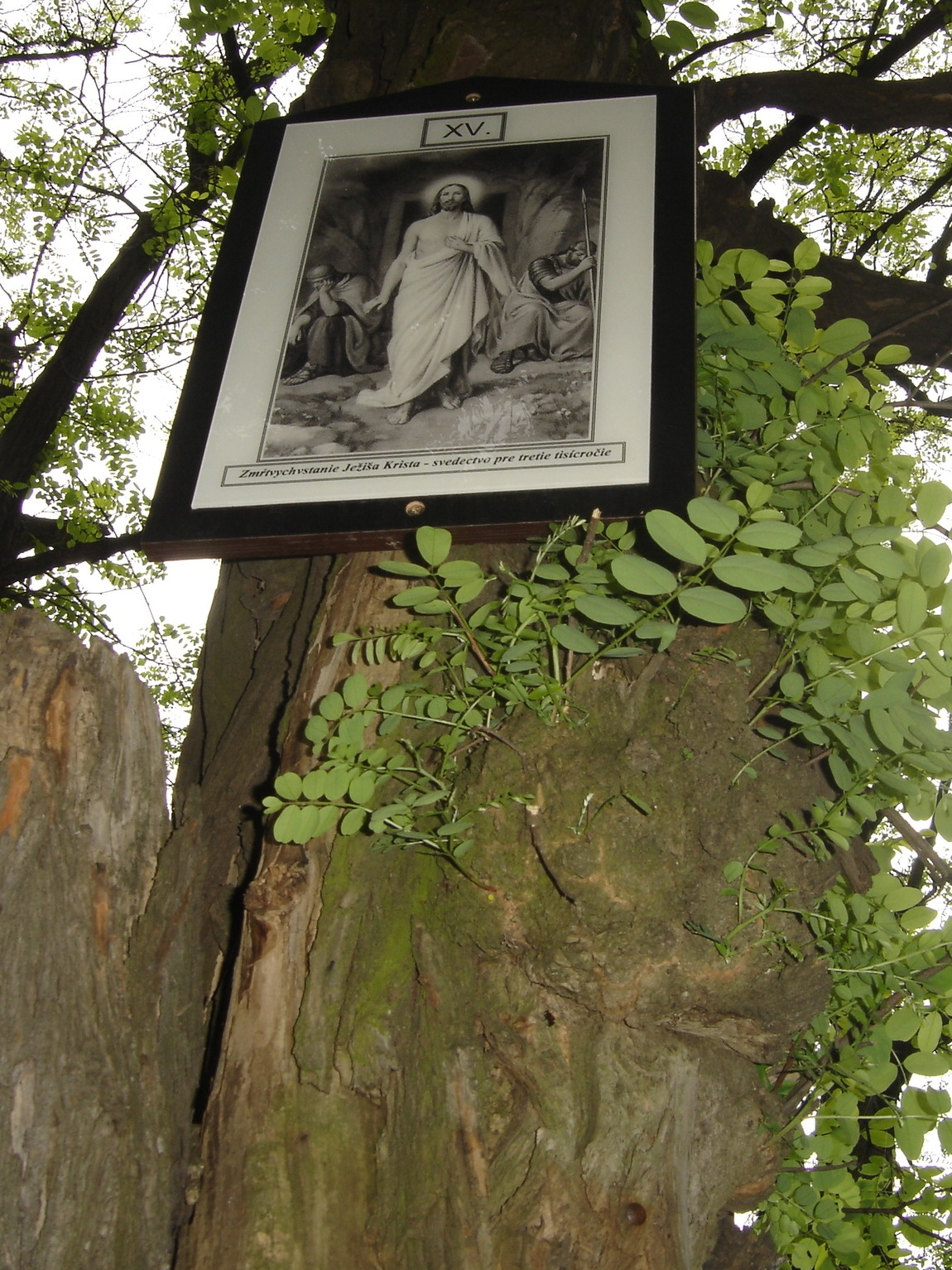
15. zastavení

V současnosti jsou zastavení křížové cesty zobrazené jako obrázek s textem v dřevěném rámu přibité na stromy (pouze 12. zastavení je přibité na kříži, který se nachází na vrcholu kopce). Na bratislavské Kalvárii je spolu až 15 zastavení:
- I. zastavení: "Pán Ježíš je odsouzen na smrt"
- II. zastavení: "Pán Ježíš bere kříž na svá bedra"
- III. zastavení: "Pán Ježíš padá poprvé pod křížem"
- IV. zastavení: "Pán Ježíš potkává svou Matkou"
- V. zastavení: "Šimon pomáhá Ježíši nést kříž"
- VI. zastavení: "Veronika podává Ježíši roušku"
- VII. zastavení: "Pán Ježíš padá podruhé pod křížem"
- VIII. zastavení: "Ježíš napomíná plačící ženy"
- IX. zastavení: "Pán Ježíš padá potřetí pod křížem"
- X. zastavení: "Pánu Ježíši svlékají šaty"
- XI. zastavení: "Pána Ježíše přibíjejí na kříž"
- XII. zastavení: "Pán Ježíš umírá na kříži"
- XIII. zastavení: "Ježíš sňat z kříže"
- XIV. zastavení: "Pána Ježíše pohřbívají"
- XV. zastavení: "Zmrtvýchvstání Ježíše Krista - svědectví pro třetí tisíciletí"

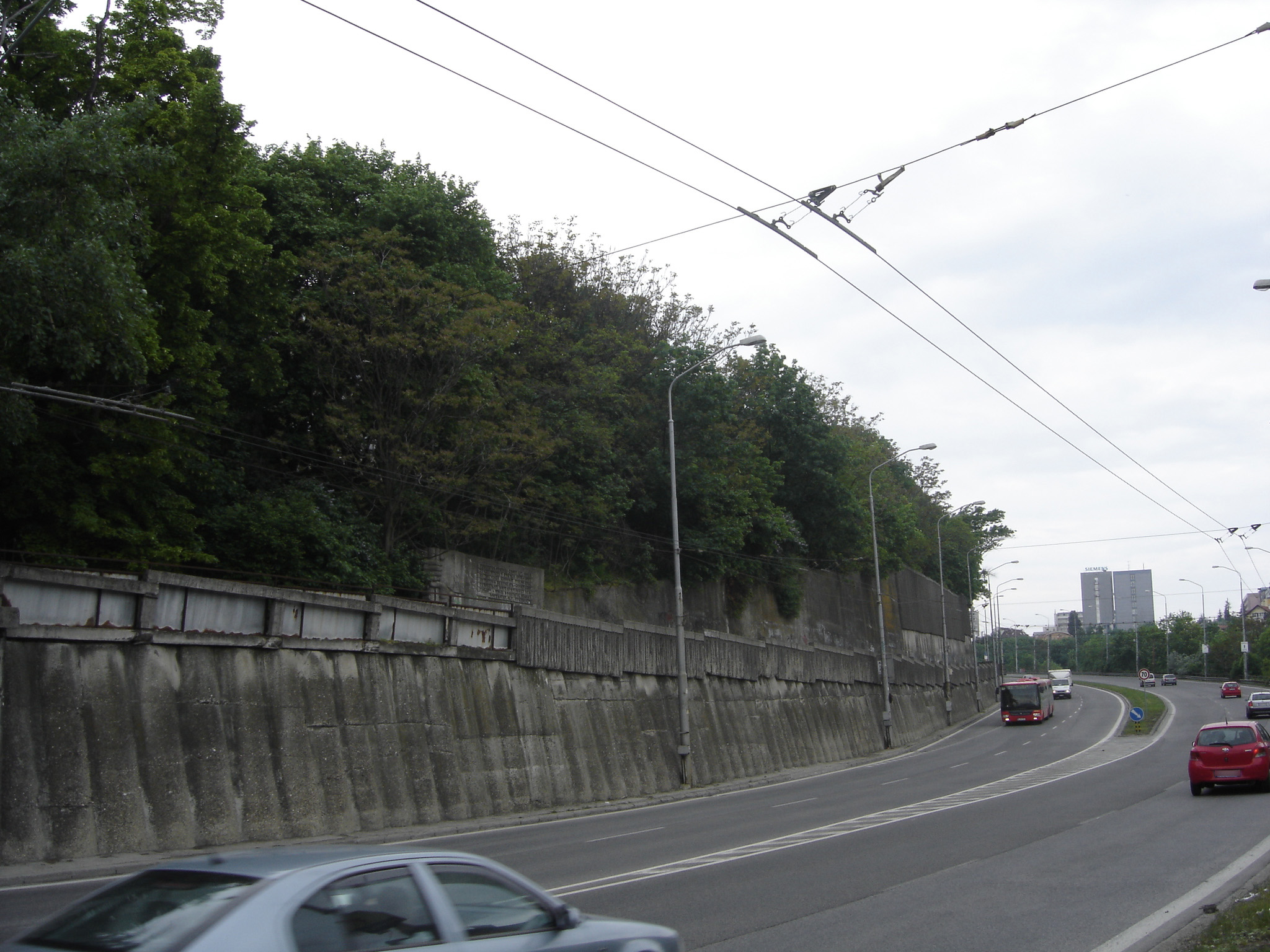
Kalvárie nad Pražskou cestou
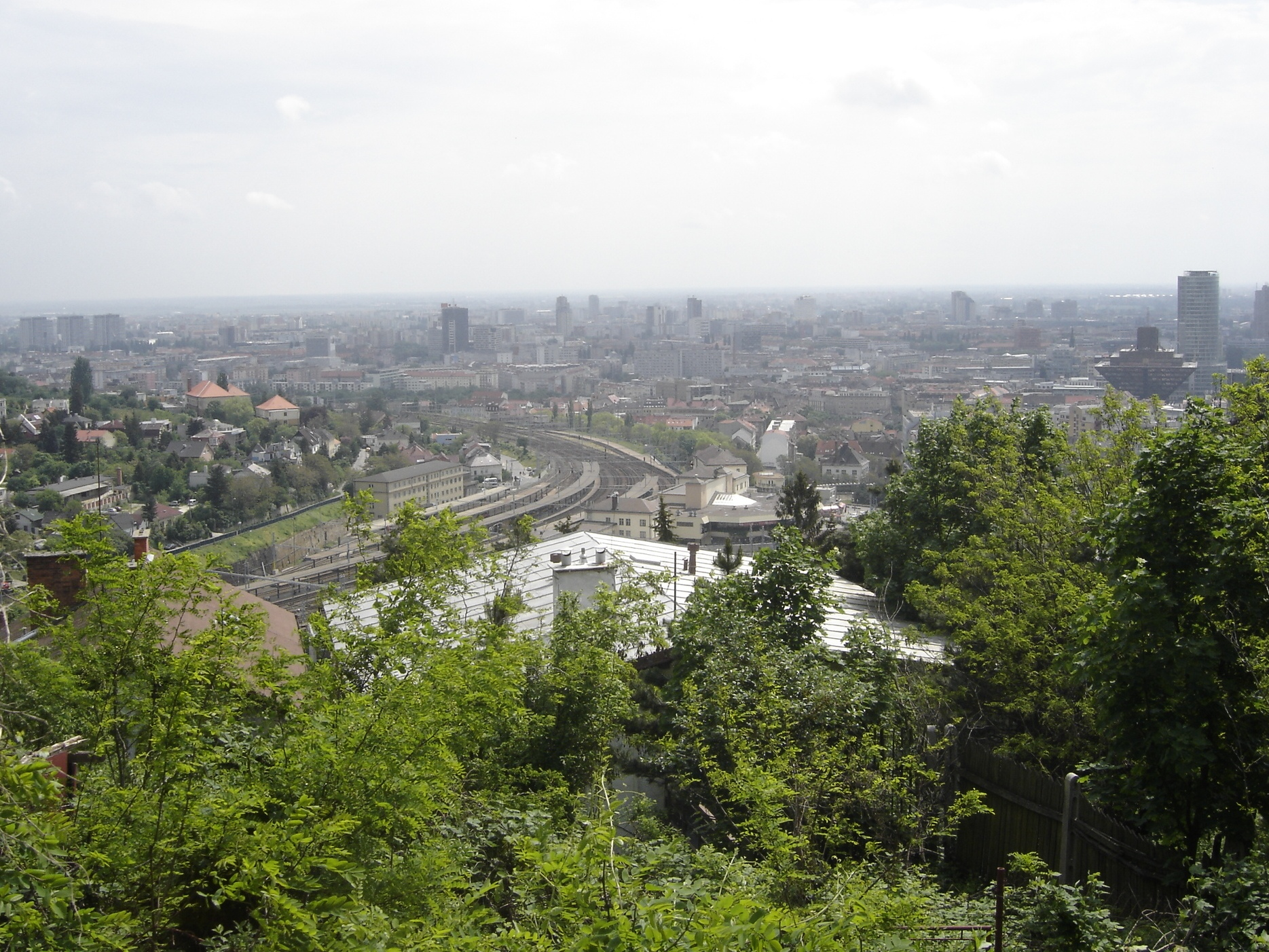
Výhled na Bratislavu
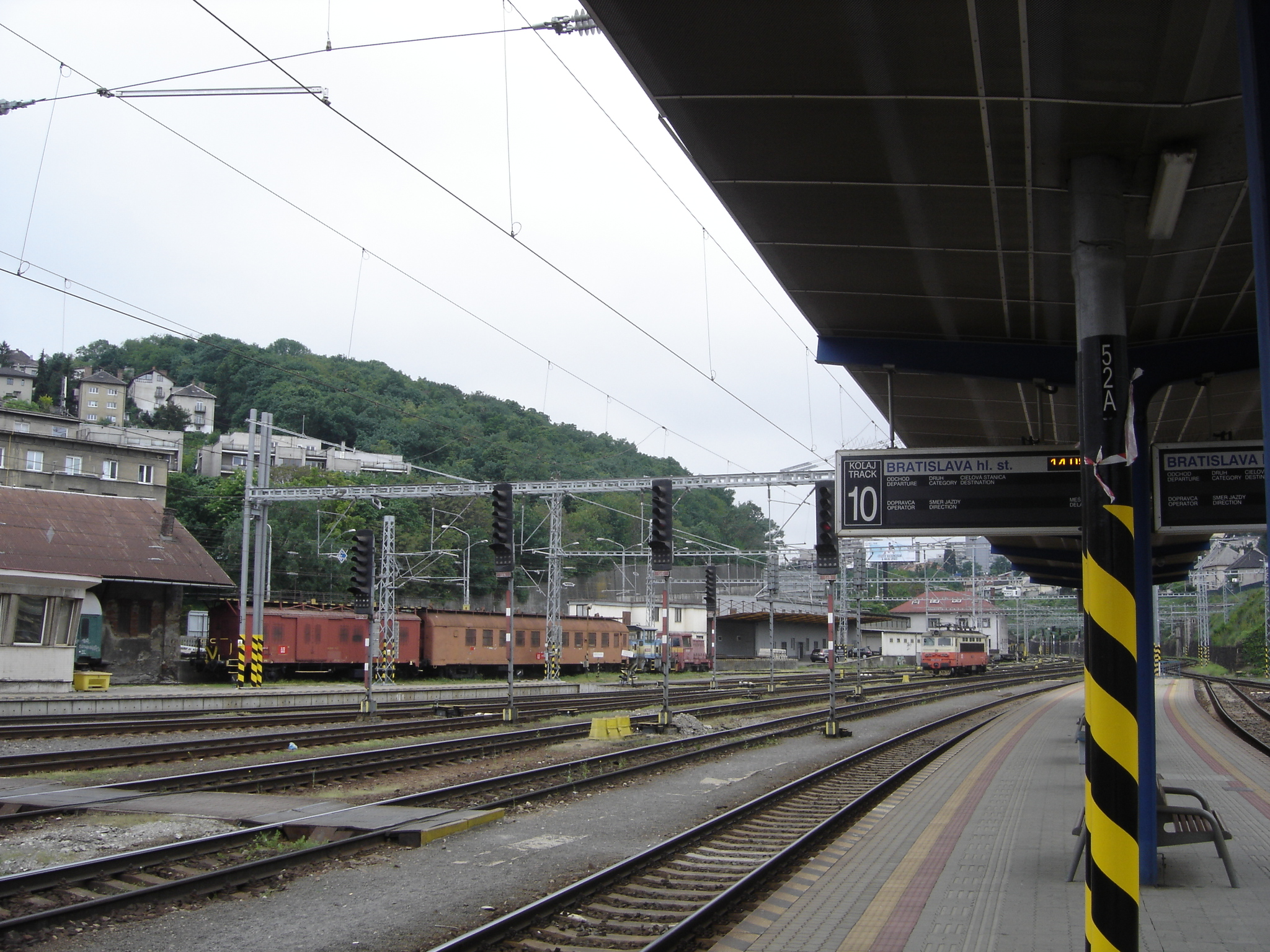
Pohled na Kalvárii z bratislavského nádraží

## Lurdská jeskyně

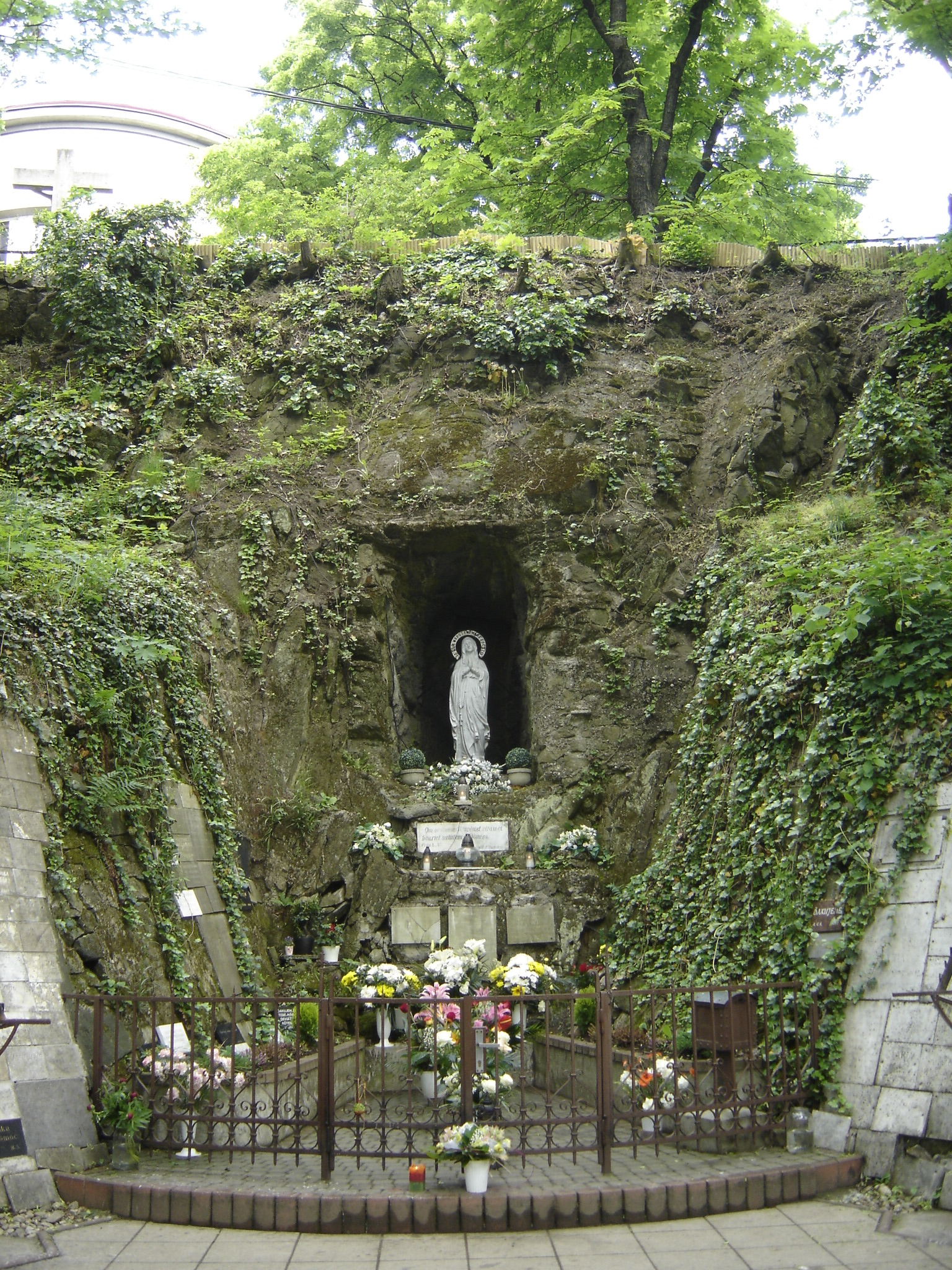

Lurdská jeskyně na Hluboké cestě se nachází pár desítek metrů od Kalvárie. Byla původně kamenolomem, ze kterého byl těžen kámen pro mnohá místa a stavby v blízkém a vzdáleném okolí. V roce 1892 hraběnka Gabriela Szapáry za pomoci bratislavským věřících dala upravit kamenolom a do výklenku jeskyně umístit sochu Panny Marie Lurdské. Tuto první sochu zakoupily a pro jeskyni darovaly dívky a dělnice z bratislavské textilní továrny. Lurdská jeskyně byla posvěcena 15. září 1892. Za krátko se stala oblíbeným místem modliteb křesťanů.
Původní sádrová socha Panny Marie byla v roce 1946 nahrazena novou, vytesanou z bílého carrarského mramoru. Posvěcena byla 1. května 1946 biskupem dr. Michalem Buzalkou. Novou sochu, přesně podle původní předlohy, vytesal z mramoru slovenský akademický sochař František Hrabák.
Během dlouhé historie Lurdské jeskyně věřící z díků i jako projev úcty a mnoha proseb k Panně Marii umístili na přilehlé stěny areálu více než 4 000 pamětních tabulek.
Při vstupu do areálu se nachází informační tabule, kde jsou informace o jeskyni ve 3 jazycích (Slovenská, maďarština a němčina).

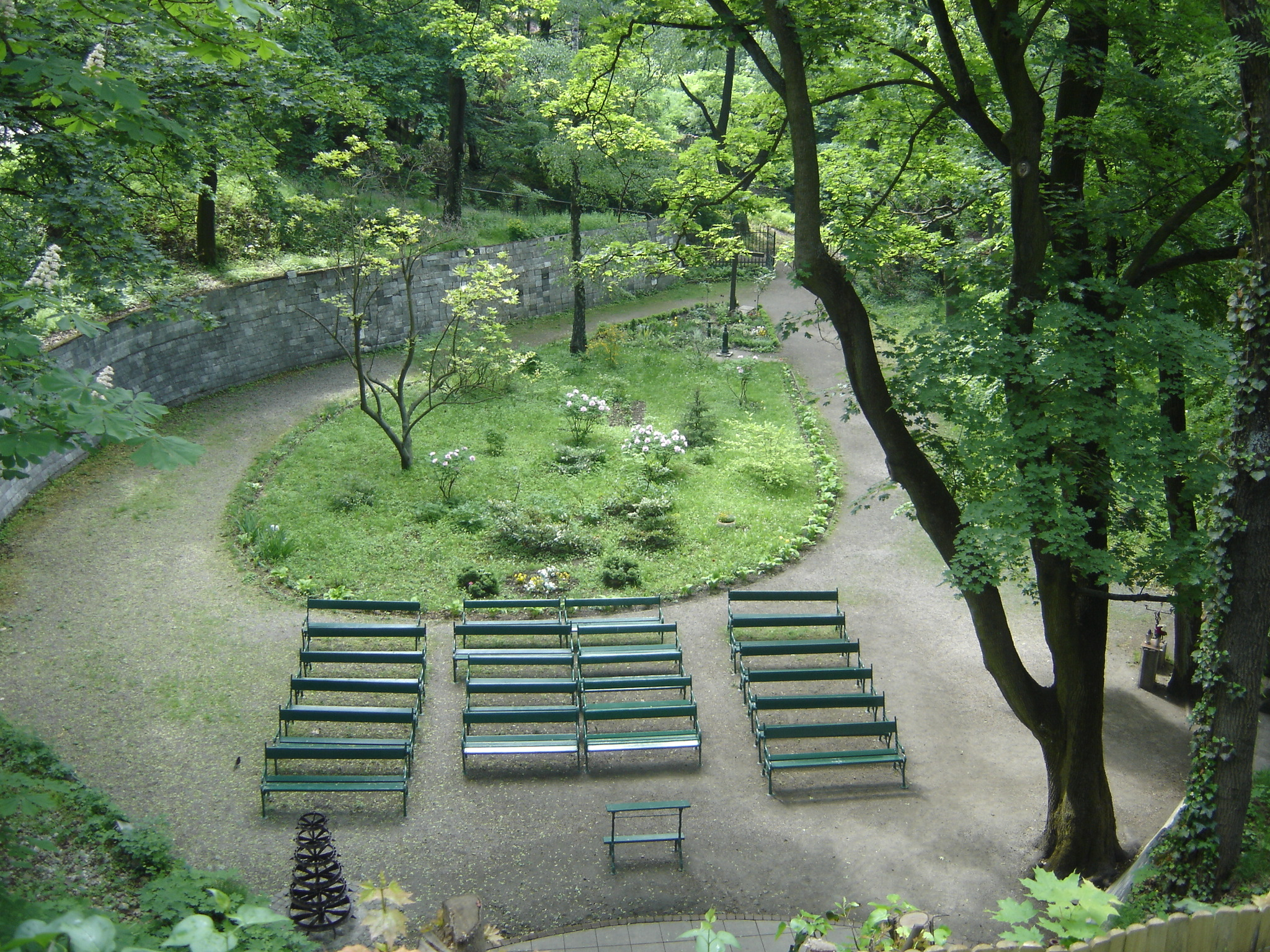
Prostor na modlení před sochou
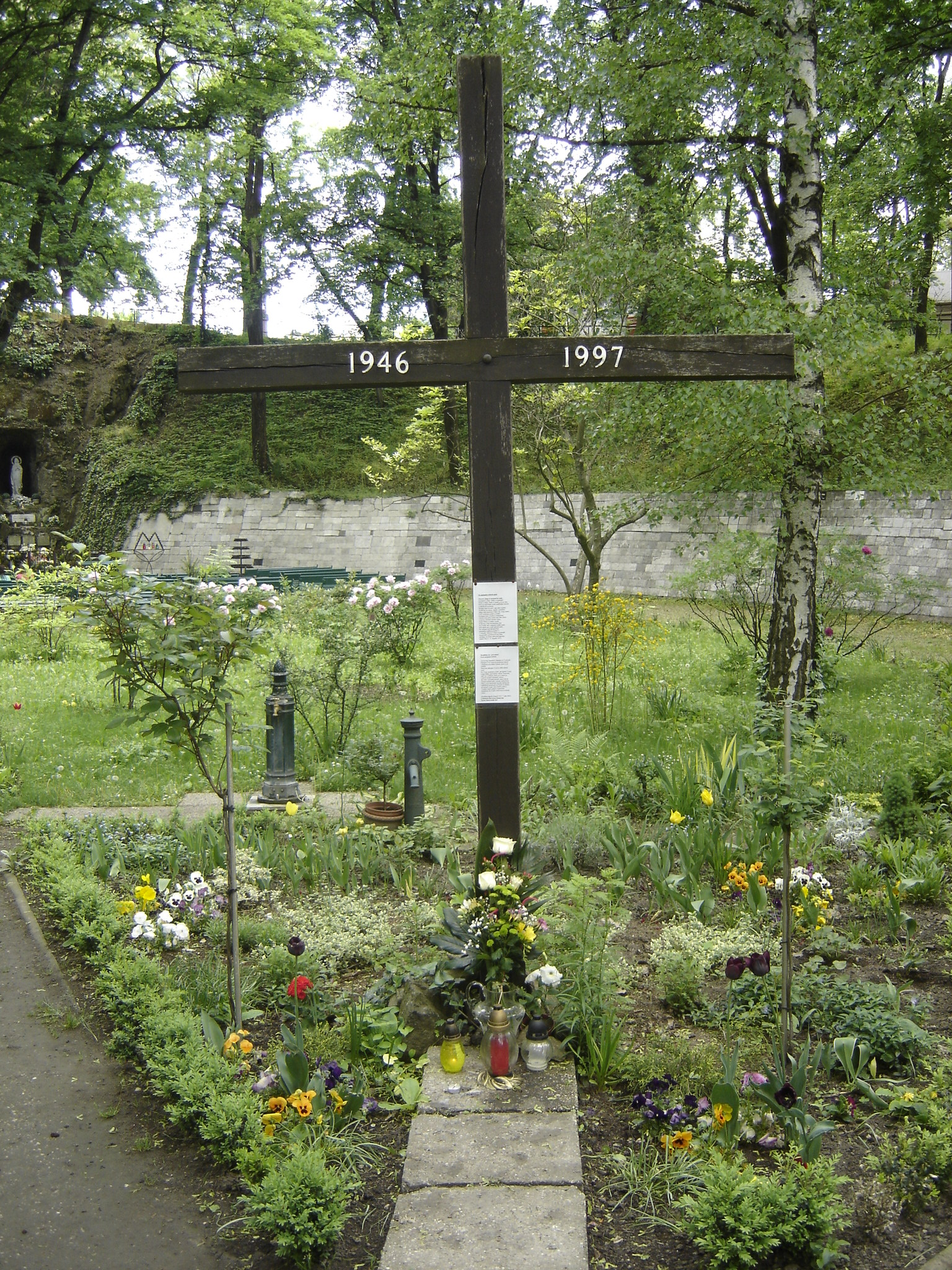
Kříž u vchodu do areálu
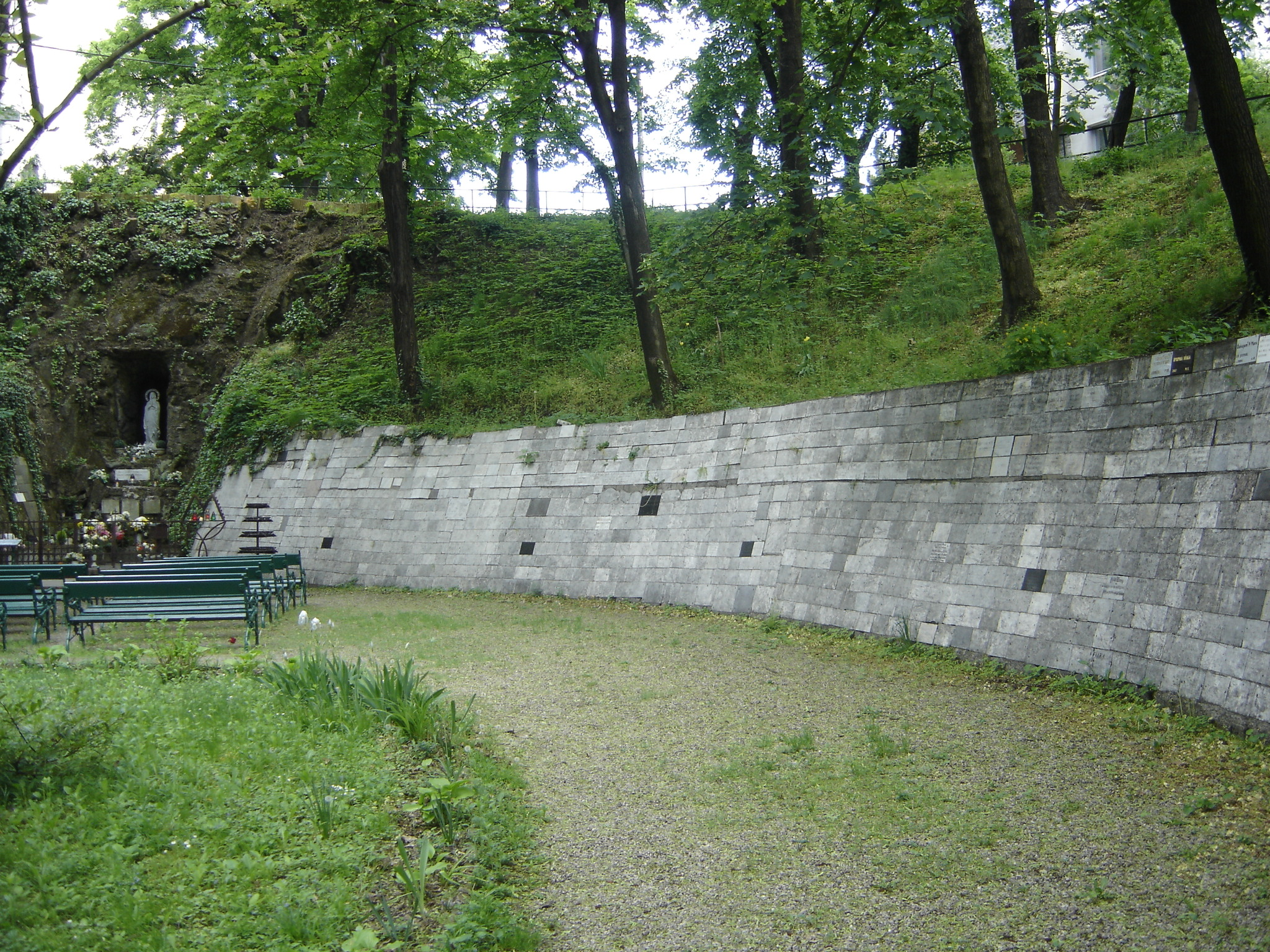
Stěna s tabulkami
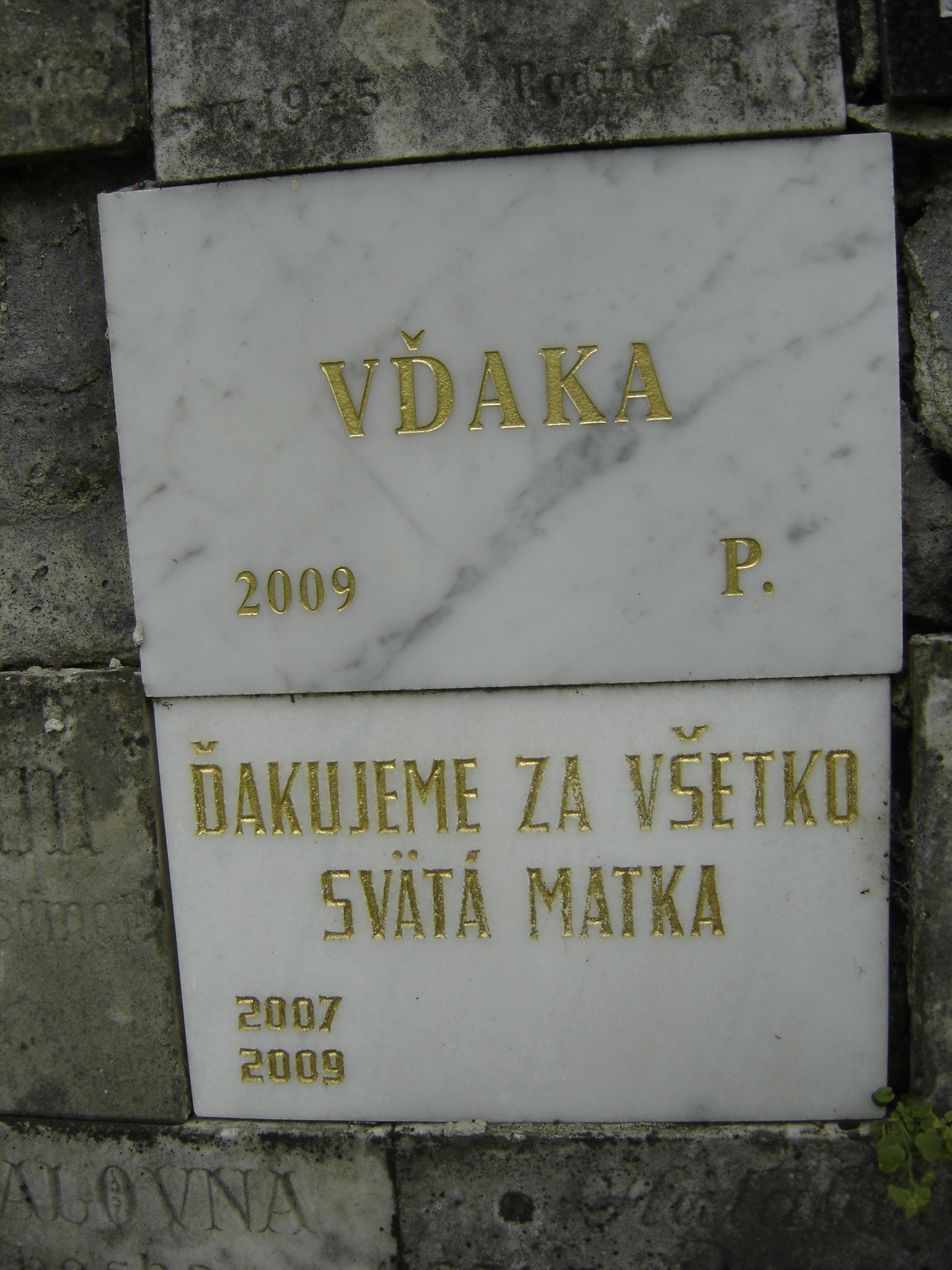
Detail na dvě tabulky
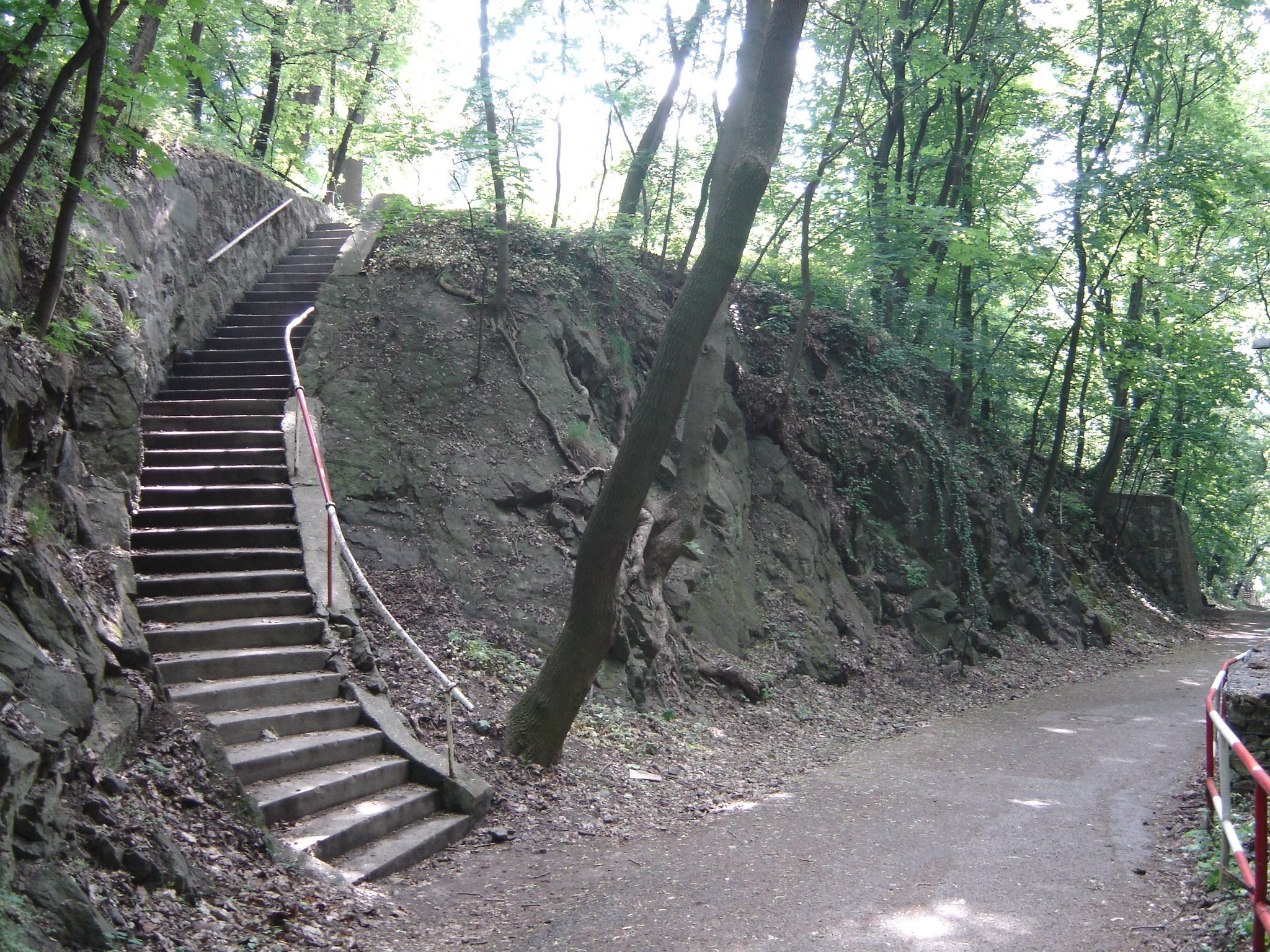
Přístup k jeskyni z Hlboké cesty

## Kostel Panny Marie Sněžné

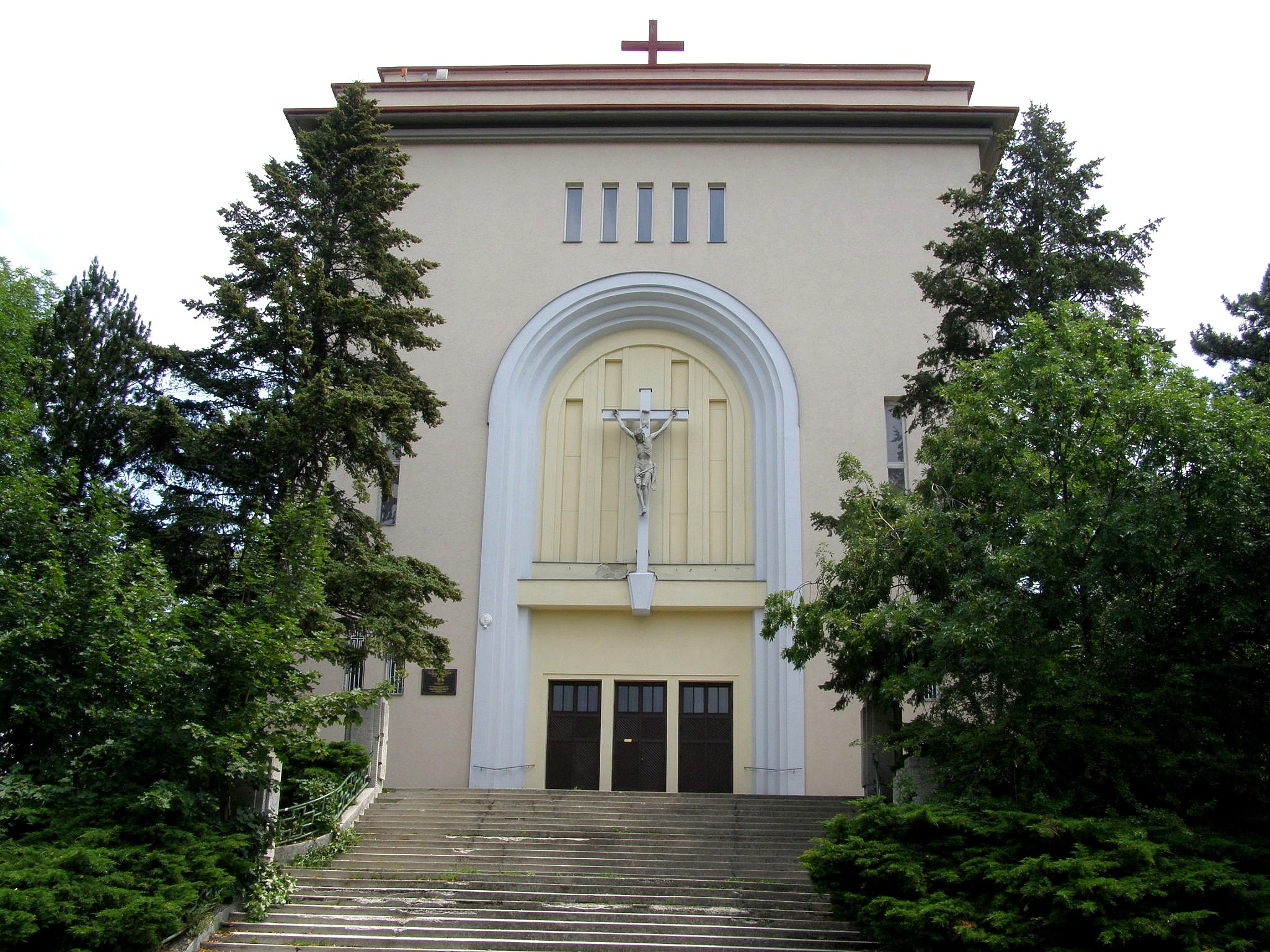

Hned nad Lurdskou jeskyní se nachází římskokatolický kostel Panny Marie Sněžné, který byl postaven ve čtyřicátých letech 20. století. Dominantní 50metrová věž kostela musela být v roce 1959 odstraněna kvůli výstavbě Slavína. Původní plán byl zkrátit ji o polovinu, ale nakonec byla zrušena celá. O několik desítek let později se mluvilo o znovupostavení věže, avšak dodnes plán nebyl zrealizován.

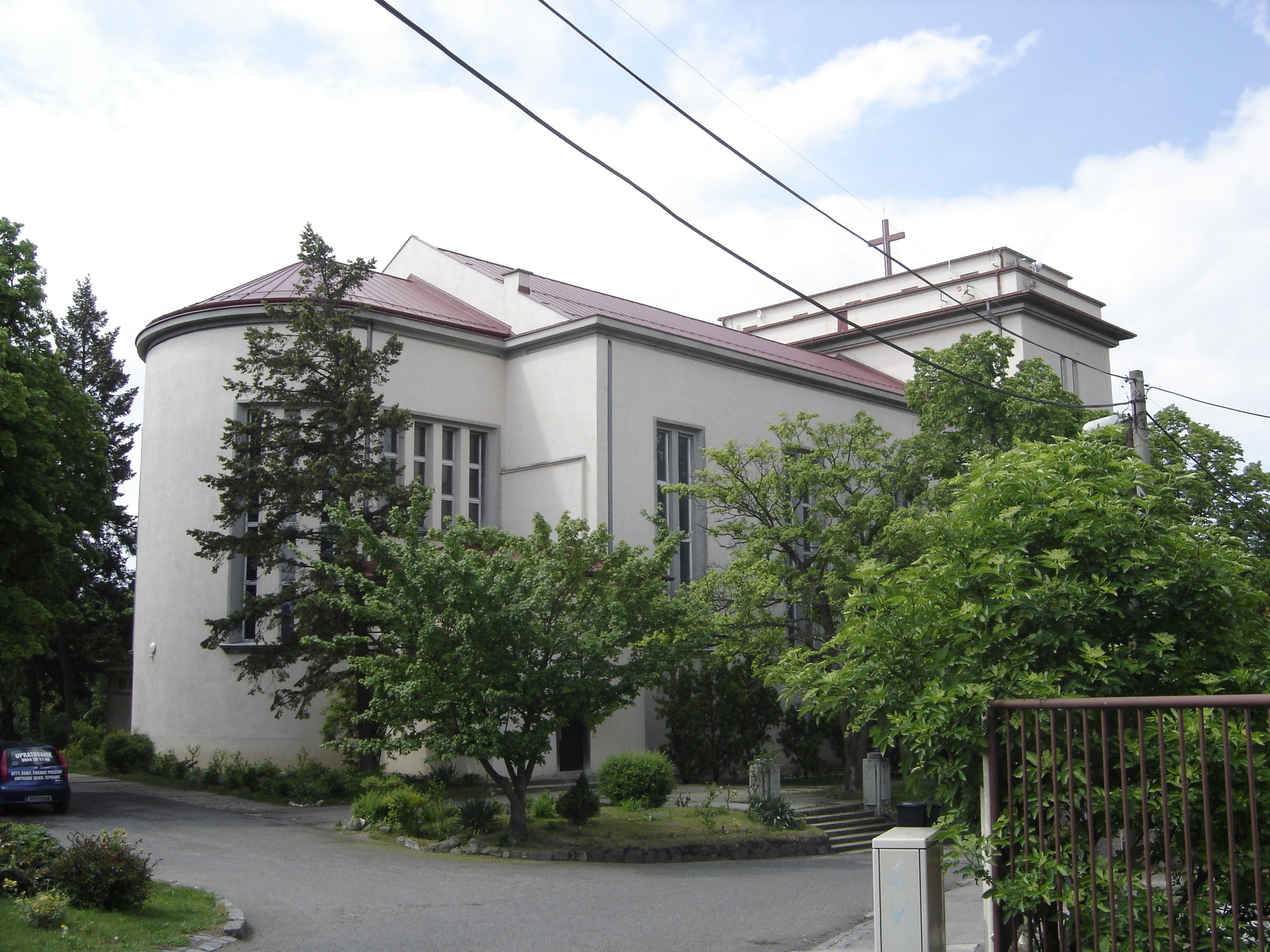
Boční část kostela
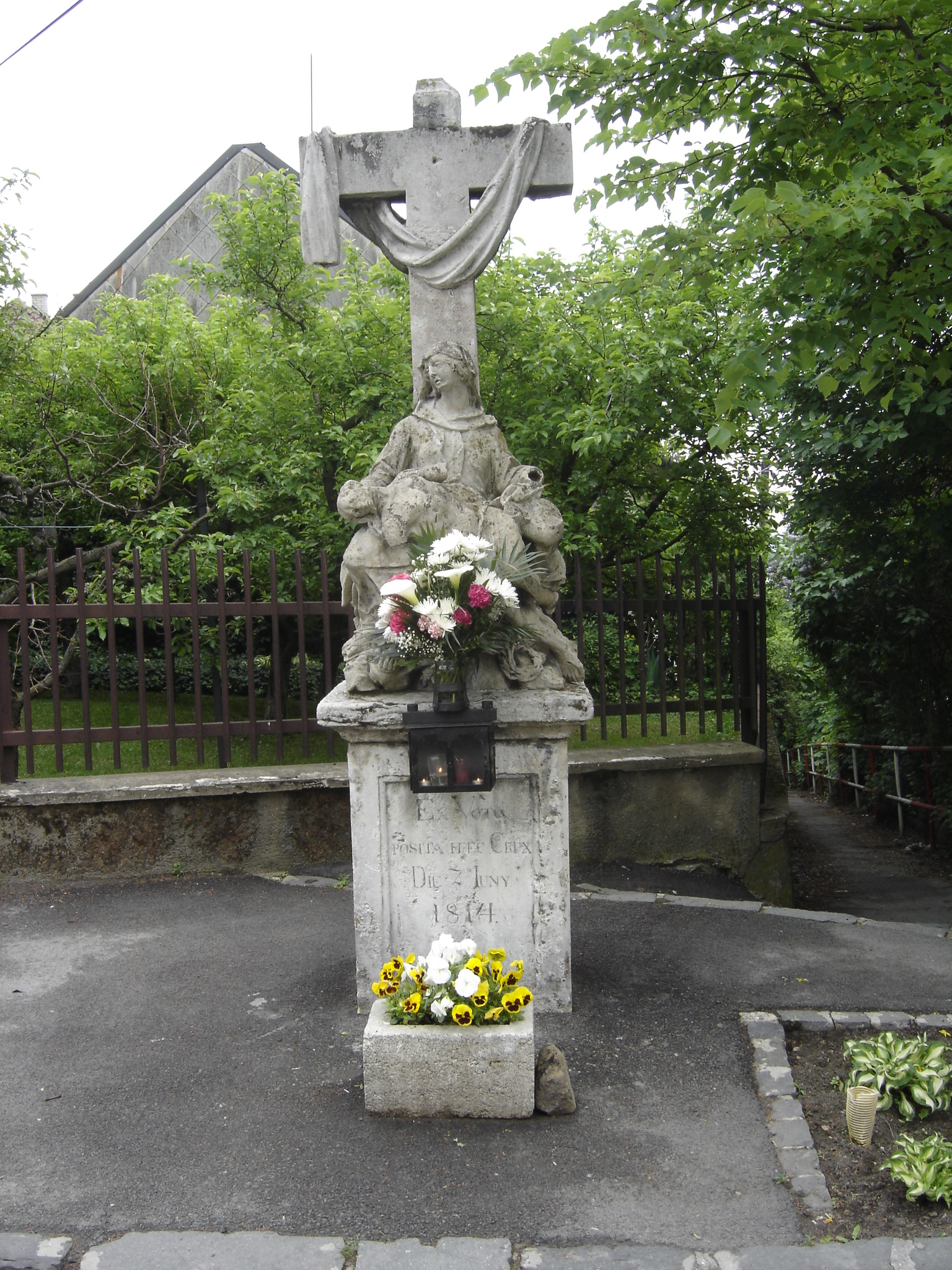
Kříž na půlcestě mezi Kalvárií a kostelem